# Международная версия игры
Международная версия (англ. International version) — термин индустрии компьютерных игр, использующийся для обозначения такой версии игры, которая повторно издана на родине после локализации в других странах и содержит дополнительный контент, добавленный специально для этих стран. Концепция «международных версий» в Северной Америке, Европе и Австралии практически не применяется, однако очень популярна в Японии.
После оригинального релиза игры в Японии, компании-разработчики, как правило, приступают к продвижению игры на Запад — при этом у них нередко появляются желание и возможность с целью привлечения покупателей добавить в североамериканские и европейские версии что-то новое: дополнительных персонажей, оружие, новые мелодии, голосовое озвучивание или даже альтернативные сюжетные ходы. Но японские игроки тоже хотят видеть все эти улучшения, поэтому после западной локализации компания выпускает ещё одну японскую версию, где присутствует весь контент из международных релизов. Иногда в так называемую «международную версию» добавляются совершенно новые дополнения, невиданные ранее ни в одном из регионов.
Например, международная версия Final Fantasy VII, получившая название Final Fantasy VII International, позволяет сразиться с новыми боссами и содержит дополнительный четвёртый диск с концептуальными рисунками, картами, информацией о разработке и интересными фактами. Metal Gear Solid: Integral, переиздание оригинальной Metal Gear Solid, включает английское озвучивание, возможность выбора между несколькими уровнями сложности и прилагающийся отдельный диск с новыми миссиями. Star Ocean 3: Till the End of Time, переизданная в Японии с уточнением Directors Cut, позволяет играть двоим игрокам одновременно.
Самой первой международной версией считается японский аркадный автомат Mikie: High School Graffiti, созданный в 1984 году. По сути он представляет собой перевыпущенную версию американизированной игры Mikie, в то время как ранее компанией Konami был издан оригинал Shinnyūshain Tōru-kun (яп. 新入社員とおるくん, в переводе «Новый работник Тору»). Разработчики Konami продолжили эту практику и в 1987 году, когда у себя на родине переиздали английскую версию скролл-шутера Salamander под названием Life Force, которое использовалось для североамериканского релиза.